# 신표현주의
신표현주의(新表現主義, neo-expressionism)는 1970년대 말에 모습을 드러낸 후기 모더니즘, 초기 포스트모던 그림, 조각의 스타일이다. 신표현주의자들은 Transavantgarde, Junge Wilde, Neue Wilden로 불린다. 강렬한 주관성과 물질의 거친 취급이 특징이다.
신표현주의는 1970년대의 개념 미술과 미니멀 아트에 대한 반응으로 발전하였다.

## 세계 속 신표현주의

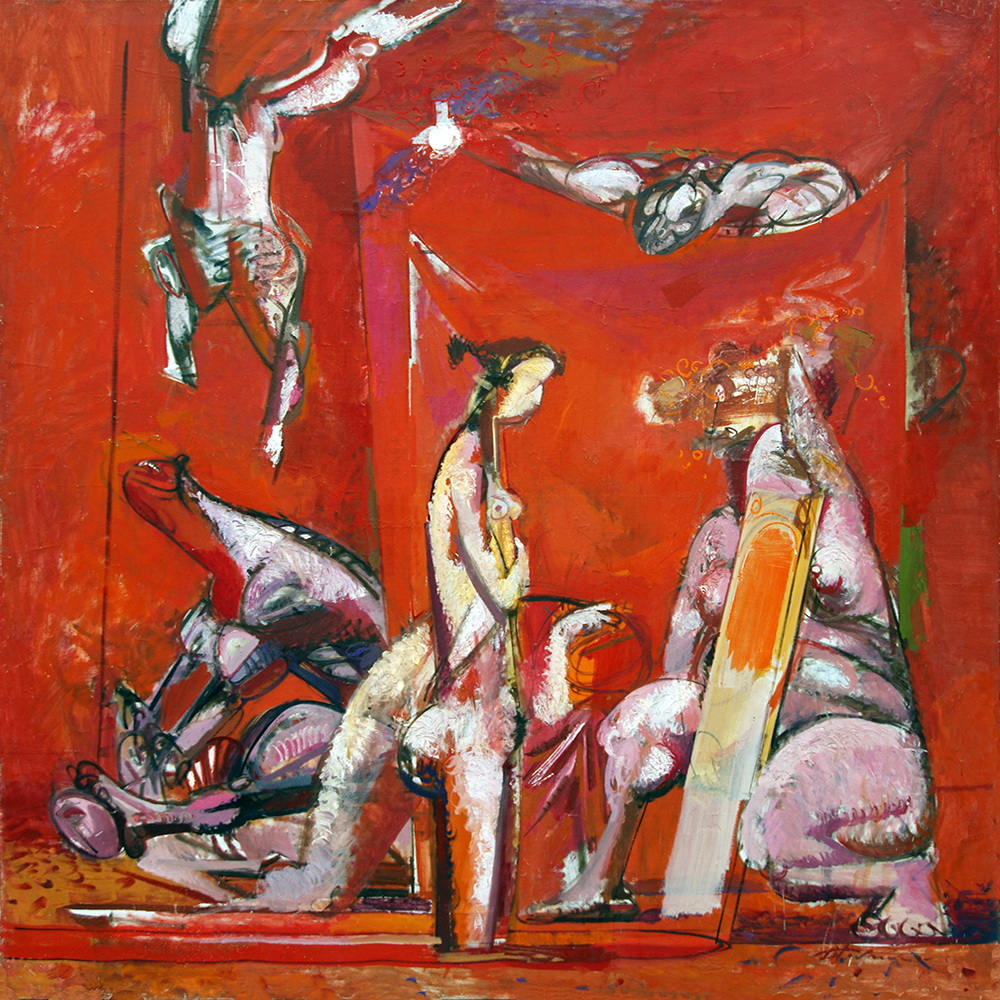
en:Vasiliy Ryabchenko, Red room I, 1989

### 오스트레일리아
- 브렛 화이틀리

### 독일
- 안젤름 키퍼

### 이라크
- 아메드 알사피

### 스페인
- 호르헤 란도

### 영국
- 데이비드 호크니

### 미국
- 장미셸 바스키아
- 줄리언 슈나벨

## 같이 보기
- 표현주의
- 포스트모더니즘